# Jules Quicherat
Jules Étienne Joseph Quicherat (París, 13 d'octubre del 1814 - París, 8 d'abril del 1882) va ser un historiador i arqueòleg francès, notable per la seva recerca històrica sobre Joana d'Arc. Era fill d'un ebenista de Paray-le-Monial.
Publicà en cinc volums entre el 1841 i el 1849, el Procés de condemna i de reabilitació de Joana d'Arc, recollit en documents originals antics i en el 1850, Noves consideracions sobre la història de Joana d'Arc. S'specialitzà en el segle xv, publicà la Història dels regnes de Carles VII i de Lluís XI de Thomas Basin.

## Obres
- Procès de condamnation et de réhabilitation de Jeanne d'Arc, 5 vol., 1841-1849. Consultable en línia: t. I, t. II, t. III, t. IV, t. V.
- Aperçus nouveaux sur l'histoire de Jeanne d'Arc, 1850
- Thomas Basin, 1855-1859
- L'Alésia de César rendue à la Franche-Comté, 1857
- Histoire de sainte Barbe, 1860-1864. Consultable en línia: t. I, t. II, t. III.
- De la formation française des anciens noms de lieu, 1868
- Histoire du costume en France, 1875
- Rodrigue de Villandrando. L'un des combattants pour l'indépendance française au quinzième siècle 1879
- Recull pòstum : Mélanges d'archéologie et d'histoire (1885-1886), contenant la Notice sur l'Album de Villard de Honnecourt architecte du XIIIe siècle (escrita el 1849)